# جو بونفرير
يوهانس-فرانسيسكوس بونفرير (بالهولندية: Johannes-Franciscus Bonfrère)، الذي اشتهر باسم جو بونفرير (ولد في 15 يونيو 1946) هو مدرب كرة قدم ولاعب خط وسط هولندي سابق، لعب بشكل حصري لنادي إم في في ماستريخت الهولندي، ثم عمل بالتدريب في أفريقيا وآسيا، فدرب العديد من الأندية والمنتخبات، وقاد منتخب نيجيريا الأولمبي للفوز بالألعاب الأولمبية سنة 1996.

## لاعبًا
خاض بونفرير 335 مباراة مع فريقه الوحيد إم في في ماستريخت في الفترة من 1963 إلى 1985، وأحرز فيها 50 هدفًا.

## روابط خارجية
- جو بونفرير على موقع الاتحاد الدولي (مؤرشف)  (الإنجليزية)
- جو بونفرير على موقع قاعدة بيانات كرة القدم.إي يو (الإنجليزية)
- جو بونفرير على موقع Soccerway.com (الإنجليزية)
- جو بونفرير على موقع عالم كرة القدم.نت (الإنجليزية)
- جو بونفرير على موقع أوليمبيديا (الإنجليزية)